# Robotersumo

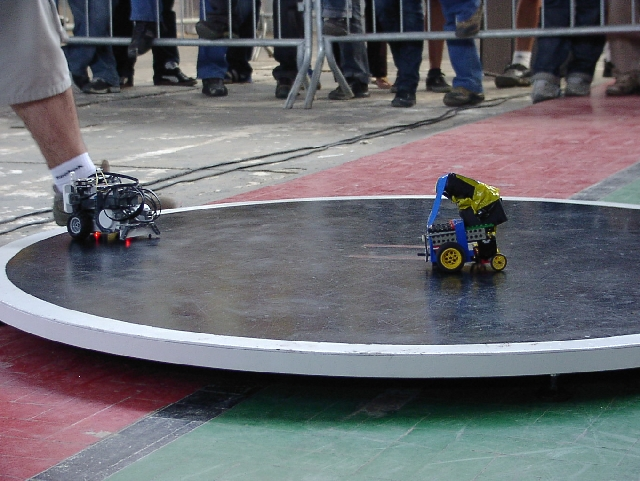
Robotersumo

Robotersumo ist ein Robotikwettbewerb und die Umsetzung der Ringkampf-Sportart Sumō für mobile Roboter.
Beim Robotersumo versuchen zwei Roboter sich gegenseitig aus einer kreisförmigen Zone zu stoßen. Die Roboter agieren dabei autonom, sie werden während des Kampfes nicht ferngesteuert (ausgenommen Roboter der Klasse Humanoid). Derjenige Roboter, der zuerst die kreisförmige Zone verlässt, hat verloren. Um den Gegner leichter aus der Zone zu stoßen, werden unterschiedliche „Waffen“, meist verschiedene Formen von Schaufeln eingesetzt.
Gekämpft wird in unterschiedlichen Klassen: Mega Sumo, Mini Sumo, Micro Sumo, Nano Sumo, Lego Sumo und Humanoid. Je nach Klasse gelten unterschiedliche Obergrenzen für die Abmessungen und das Gewicht der Roboter. In der Klasse Lego Sumo dürfen nur Roboter antreten, die aus Lego-Bestandteilen gebaut sind. Roboter, die in der Klasse Humanoid antreten, müssen einen Kopf, zwei Arme und Beine besitzen und gehen können.
Seit 2010 wird die Europameisterschaft im Robotersumo im Rahmen des Wettbewerbes „RobotChallenge“ in Wien ausgetragen. 2010 traten 270 Roboter aus 16 Ländern vor rund 4000 Besuchern an.
Regelmäßige Wettbewerbe im Robotersumo finden unter anderem in folgenden Ländern statt: USA, Japan, Frankreich, Österreich und Slowakei.